# Bahnstrecke Dortmund–Soest
| | | | |
| Streckennummer (DB): | 2103                                                                                                   | | |
| Kursbuchstrecke (DB): | 431 | | |
| Kursbuchstrecke: | 228q (Dortmund Hbf – Holzwickede 1946) 239h (Dortmund Hbf – Hörde 1946) 228 (Holzwickede – Soest 1946) | | |
| Streckenlänge: | 54 km                                                                                                  | | |
| Spurweite: | 1435 mm (Normalspur)                                                                                   | | |
| Streckenklasse: | D4 | | |
| Stromsystem: | 15 kV 16,7 Hz ~                                                                                        | | |
| Streckengeschwindigkeit: | 160 km/h                                                                                               | | |
| Zweigleisigkeit: | durchgehend                                                                                            | | |
| | | | |
| Bundesland: | Nordrhein-Westfalen                                                                                    | | |
| \| \| \| Hauptstrecke von Hamm \| \| \| \| \| Strecke von Lünen \| \| \| \| 164,4 \| Dortmund Hbf \| Dortmund Hbf \| \| \| \| Strecke nach Wanne-Eickel \| \| \| \| \| Hauptstrecke nach Bochum/Witten \| \| \| \| \| \| \| \| \| \| Dortmund West (geplant) S 4 Strecke von Dortmund-Lütgendortmund ↔ Strecke nach Unna \| \| \| \| \| \| \| \| \| \| S-Bahn-Strecke nach Witten S 5 \| \| \| \| \| \| \| \| \| \| Strecke von Dortmund-Dortmunderfeld, zur Strecke von Dortmund-Huckarde und zur Strecke von Dortmund-Lütgendortmund \| \| \| \| \| \| \| \| \| 169,3 \| Abzw Schnettkerbrücke \| Abzw Schnettkerbrücke \| \| \| 170,1 \| Dortmund Signal-Iduna-Park*) \| Dortmund Signal-Iduna-Park*) \| \| \| \| ehem. Rheinische Strecke \| \| \| \| \| ehem. Eliasbahn \| \| \| \| 173,0 \| Dortmund-Hörde \| Dortmund-Hörde \| \| \| \| Strecke nach Schwerte \| \| \| \| 177,0 \| Dortmund-Aplerbeck \| Dortmund-Aplerbeck \| \| \| 179,6 \| Dortmund-Sölde \| Dortmund-Sölde \| \| \| \| Strecke von Hagen \| \| \| \| 182,0 \| Holzwickede \| Holzwickede \| \| \| \| von Unna-Königsborn S 4 \| \| \| \| 188,9 \| Unna \| Unna \| \| \| \| nach Fröndenberg \| \| \| \| \| Strecke nach Hamm \| \| \| \| 193,7 \| Lünern \| Lünern \| \| \| 196,9 \| Hemmerde \| Hemmerde \| \| \| 204,6 \| Werl \| Werl \| \| \| \| ehem. Ruhr-Lippe-Eisenbahn \| \| \| \| 207,9 \| Westönnen \| Westönnen \| \| \| 210,9 \| Ostönnen \| Ostönnen \| \| \| \| Strecke von Hamm \| \| \| \| 218,4 \| Soest \| Soest \| \| \| \| Strecke nach Warburg \| \| * ehem. Dortmund Westfalenhalle | | | |
| Strecke | | Hauptstrecke von Hamm                                                                                              | Hauptstrecke von Hamm                                                                                              |
| Abzweig geradeaus und von rechts | | Strecke von Lünen                                                                                                  | Strecke von Lünen                                                                                                  |
| Bahnhof mit S-Bahn-Halt | 164,4                                                                                                  | Dortmund Hbf | Dortmund Hbf |
| Abzweig geradeaus und nach rechts | | Strecke nach Wanne-Eickel                                                                                          | Strecke nach Wanne-Eickel                                                                                          |
| Abzweig geradeaus und nach rechts | | Hauptstrecke nach Bochum/Witten                                                                                    | Hauptstrecke nach Bochum/Witten                                                                                    |
| | | | |
| ehemaliger S-Bahn-Turmhaltepunkt geradeaus unten | | Dortmund West (geplant) S 4 Strecke von Dortmund-Lütgendortmund ↔ Strecke nach Unna                                | Dortmund West (geplant) S 4 Strecke von Dortmund-Lütgendortmund ↔ Strecke nach Unna                                |
| | | | |
| Abzweig geradeaus und nach rechts | | S-Bahn-Strecke nach Witten S 5                                                                                     | S-Bahn-Strecke nach Witten S 5                                                                                     |
| | | | |
| Abzweig geradeaus und von rechts | | Strecke von Dortmund-Dortmunderfeld, zur Strecke von Dortmund-Huckarde und zur Strecke von Dortmund-Lütgendortmund | Strecke von Dortmund-Dortmunderfeld, zur Strecke von Dortmund-Huckarde und zur Strecke von Dortmund-Lütgendortmund |
| | | | |
| Blockstelle | 169,3                                                                                                  | Abzw Schnettkerbrücke                                                                                              | Abzw Schnettkerbrücke                                                                                              |
| Bahnhof | 170,1                                                                                                  | Dortmund Signal-Iduna-Park*)                                                                                       | Dortmund Signal-Iduna-Park*)                                                                                       |
| Kreuzung geradeaus oben und rechts (Querstrecke außer Betrieb) | | ehem. Rheinische Strecke                                                                                           | ehem. Rheinische Strecke                                                                                           |
| Kreuzung geradeaus unten (Querstrecke außer Betrieb) | | ehem. Eliasbahn | ehem. Eliasbahn |
| Bahnhof | 173,0                                                                                                  | Dortmund-Hörde | Dortmund-Hörde |
| Abzweig geradeaus und nach rechts | | Strecke nach Schwerte                                                                                              | Strecke nach Schwerte                                                                                              |
| Bahnhof | 177,0                                                                                                  | Dortmund-Aplerbeck                                                                                                 | Dortmund-Aplerbeck                                                                                                 |
| Haltepunkt / Haltestelle | 179,6                                                                                                  | Dortmund-Sölde | Dortmund-Sölde |
| Abzweig geradeaus und von rechts | | Strecke von Hagen                                                                                                  | Strecke von Hagen                                                                                                  |
| Bahnhof | 182,0                                                                                                  | Holzwickede | Holzwickede |
| Abzweig geradeaus und von links | | von Unna-Königsborn S 4                                                                                            | von Unna-Königsborn S 4                                                                                            |
| Bahnhof mit S-Bahn-Halt | 188,9                                                                                                  | Unna | Unna |
| Abzweig geradeaus und nach rechts | | nach Fröndenberg                                                                                                   | nach Fröndenberg                                                                                                   |
| Abzweig geradeaus und nach links | | Strecke nach Hamm                                                                                                  | Strecke nach Hamm                                                                                                  |
| Haltepunkt / Haltestelle | 193,7                                                                                                  | Lünern | Lünern |
| Haltepunkt / Haltestelle | 196,9                                                                                                  | Hemmerde | Hemmerde |
| Bahnhof | 204,6                                                                                                  | Werl | Werl |
| Kreuzung geradeaus oben (Querstrecke außer Betrieb) | | ehem. Ruhr-Lippe-Eisenbahn                                                                                         | ehem. Ruhr-Lippe-Eisenbahn                                                                                         |
| Haltepunkt / Haltestelle | 207,9                                                                                                  | Westönnen | Westönnen |
| ehemaliger Haltepunkt / Haltestelle | 210,9                                                                                                  | Ostönnen | Ostönnen |
| Abzweig geradeaus und von links | | Strecke von Hamm                                                                                                   | Strecke von Hamm                                                                                                   |
| Bahnhof | 218,4                                                                                                  | Soest | Soest |
| Strecke | | Strecke nach Warburg                                                                                               | Strecke nach Warburg                                                                                               |

Die Bahnstrecke Dortmund–Soest ist eine Eisenbahnstrecke in Nordrhein-Westfalen. Sie führt vom Dortmunder Hauptbahnhof durch die südlichen Dortmunder Stadtteile über Holzwickede nach Unna und von dort durch die Hellwegbörde parallel zum Haarstrang am Südrand der Westfälischen Bucht weiter über Werl nach Soest.
Die Strecke ist durchgehend zweigleisig, mit Oberleitung elektrifiziert und als Hauptstrecke klassifiziert. Sie wird auf kompletter Länge von der Regionalbahn RB 59 „Hellweg-Bahn“ des Hellweg-Netzes bedient.

## Geschichte
Bereits um 1833 gab es konkrete Bemühungen um eine Trassenführung der Rhein-Weser-Bahn über Unna, Werl, Soest nach Lippstadt. Nachdem die Strecke der Köln-Mindener-Eisenbahn trotz hohem Einsatz und Werben der Städte Soest und Lippstadt über Hamm geführt wurde, gab es einen weiteren Anlauf. Nach erneuten Bemühungen um den Bau einer Eisenbahnstrecke von Dortmund nach Soest ab 1850 genehmigte am 3. Juni 1852 der preußische König Friedrich Wilhelm IV. per Kabinettsorder den Bau der Strecke von Hörde nach Soest. Die Bauarbeiten begannen am 15. September 1853 in Werl. Nach einer ersten Probefahrt am 7. Juni 1855 und der Inbetriebnahme der Strecke am 1. Juli 1855 durch die Bergisch-Märkische Eisenbahn-Gesellschaft verkehrte am 9. Juli 1855 der erste fahrplanmäßige Zug von Dortmund nach Soest. 1866 wurde die Strecke zweigleisig ausgebaut und bis Ende 1970 elektrifiziert.

## Bedienung
Bedient wird die Strecke Dortmund–Soest im Schienenpersonennahverkehr montags bis samstags im Halbstundentakt und sonntags stündlich von der Regionalbahn Hellweg-Bahn (RB 59).
Durch eine Ausschreibung ging am 14. Dezember 2008 der Betrieb des Hellweg-Netzes an das Unternehmen Eurobahn. Für die Transportleistungen werden Triebwagen des Typs Stadler Flirt für Geschwindigkeiten bis zu 160 km/h eingesetzt.
Es gelten die Tarife des Verkehrsverbunds Rhein-Ruhr (VRR) und der Verkehrsgemeinschaft Ruhr-Lippe (VRL). Im August 2017 wurde der Tarif des VRL durch den Westfalentarif abgelöst.

## Planungen
Für den Streckenabschnitt Dortmund Hbf – Dortmund-Hörde werden kapazitäts- und qualitätssteigernde Maßnahmen gefordert. So wird der knapp zwei Kilometer lange Streckenabschnitt im Vorfeld des Dortmunder Hauptbahnhofes, parallel zur Strecke nach Witten, von derzeit 12 Zügen (RB 52, RB 53, RE 57, RB 59) pro Stunde betrieblich nur eingleisig genutzt. Zusätzlich fordert der SPNV-Beirat des Landes NRW eine Blockverdichtung in diesem Streckenabschnitt.

### Zusätzliche Halte
Der Zweckverband Nahverkehr Westfalen-Lippe (NWL) führte 2023 eine Potentialuntersuchung zur Neueinrichtung von Stationen in seinem Verbandsgebiet durch. Dabei wurden entlang der Strecke die Stationen Unna-Massen Süd, Werl-Büderich/Turflon und Soest-Ostönnen untersucht. Den Stationen wurde ein mittleres bis niedriges Potential zugesprochen. Für den Halt Unna-Massen Süd werden Kosten von 11 Millionen Euro und 733 Fahrgastwechsel pro Tag prognostiziert. Bei Investitionskosten von 5,7 Millionen Euro werden 223 Fahrgastwechsel pro Tag in Werl-Büderich prognostiziert. In Soest-Ostönnen werden bei Kosten von 4,7 Millionen Euro 109 Fahrgastwechsel pro Tag prognostiziert. Beide Stationen sollen in den Zielfahrplan integrierbar sein.

## Bildergalerie

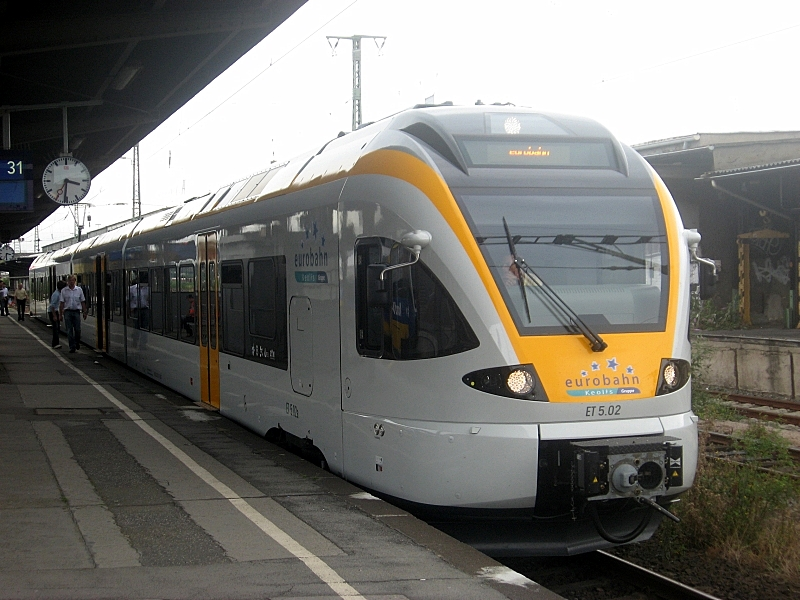
Flirt der eurobahn auf Präsentationsfahrt am 29. Juli 2008 in Dortmund.
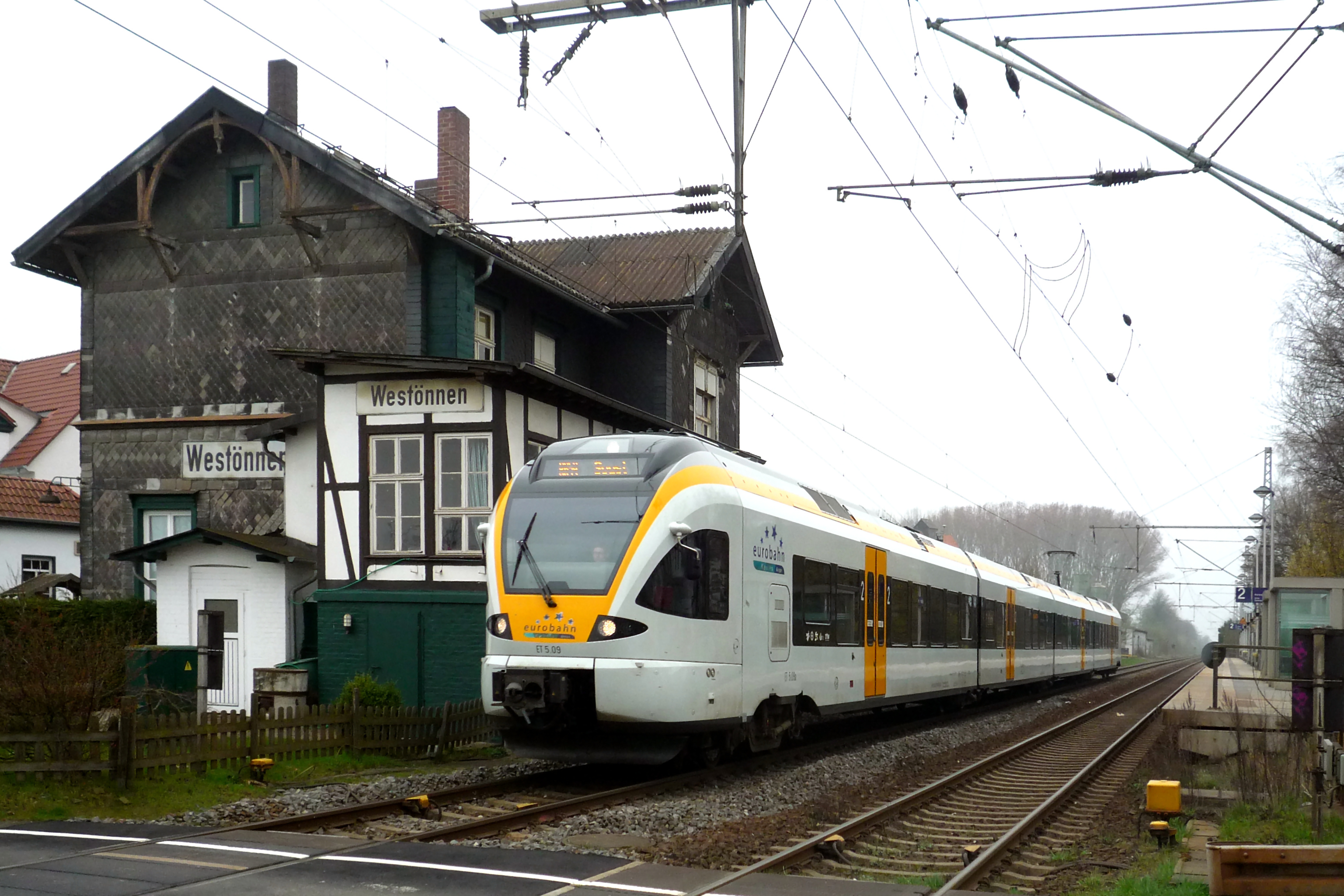
eurobahn ET 5.09 auf der Hellwegbahn in Westönnen
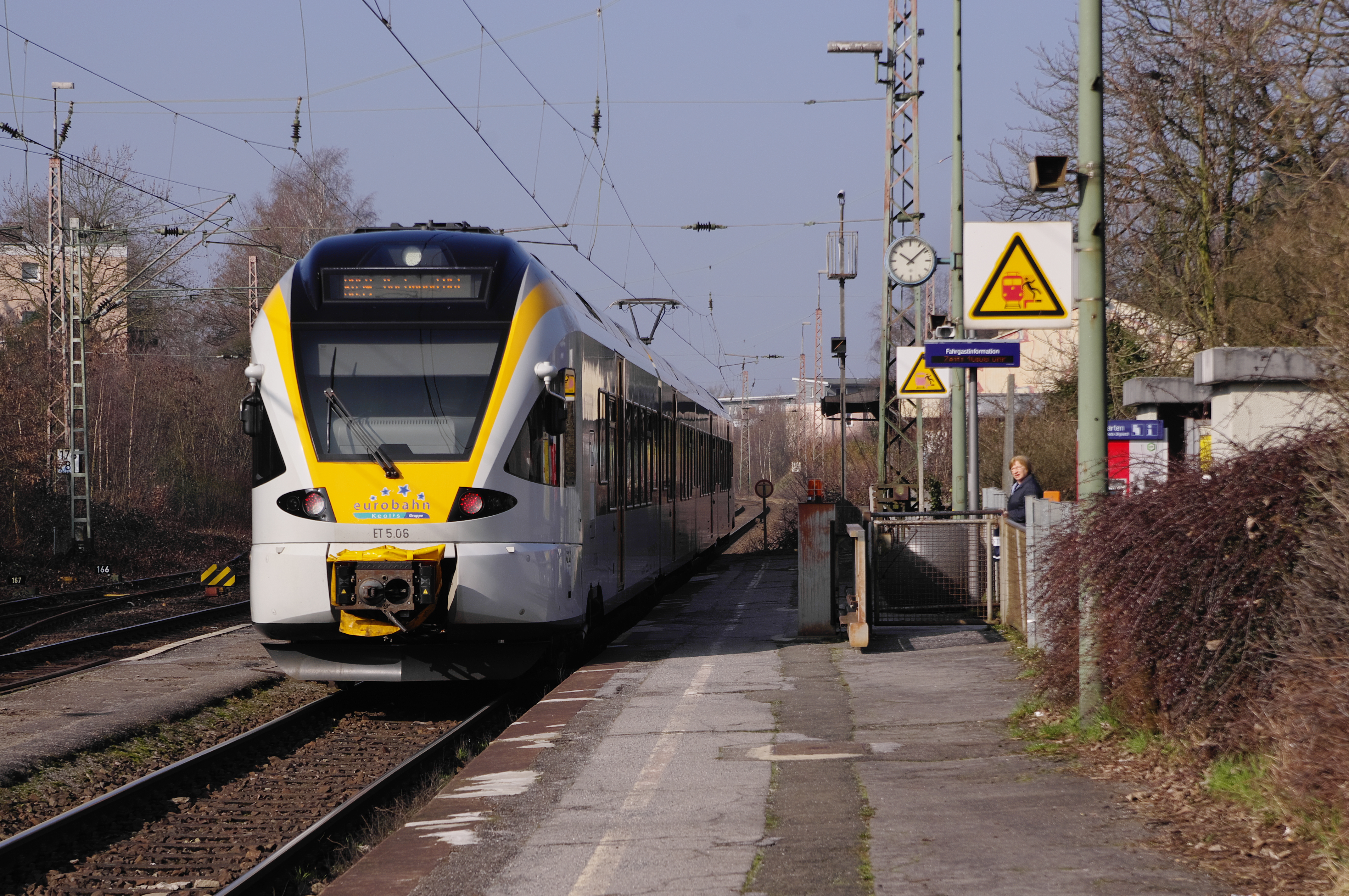
eurobahn ET 5.06 im Bahnhof Dortmund-Aplerbeck vor dessen Umbau